# Gasthof Schwarzer Bär (Güntersberge)

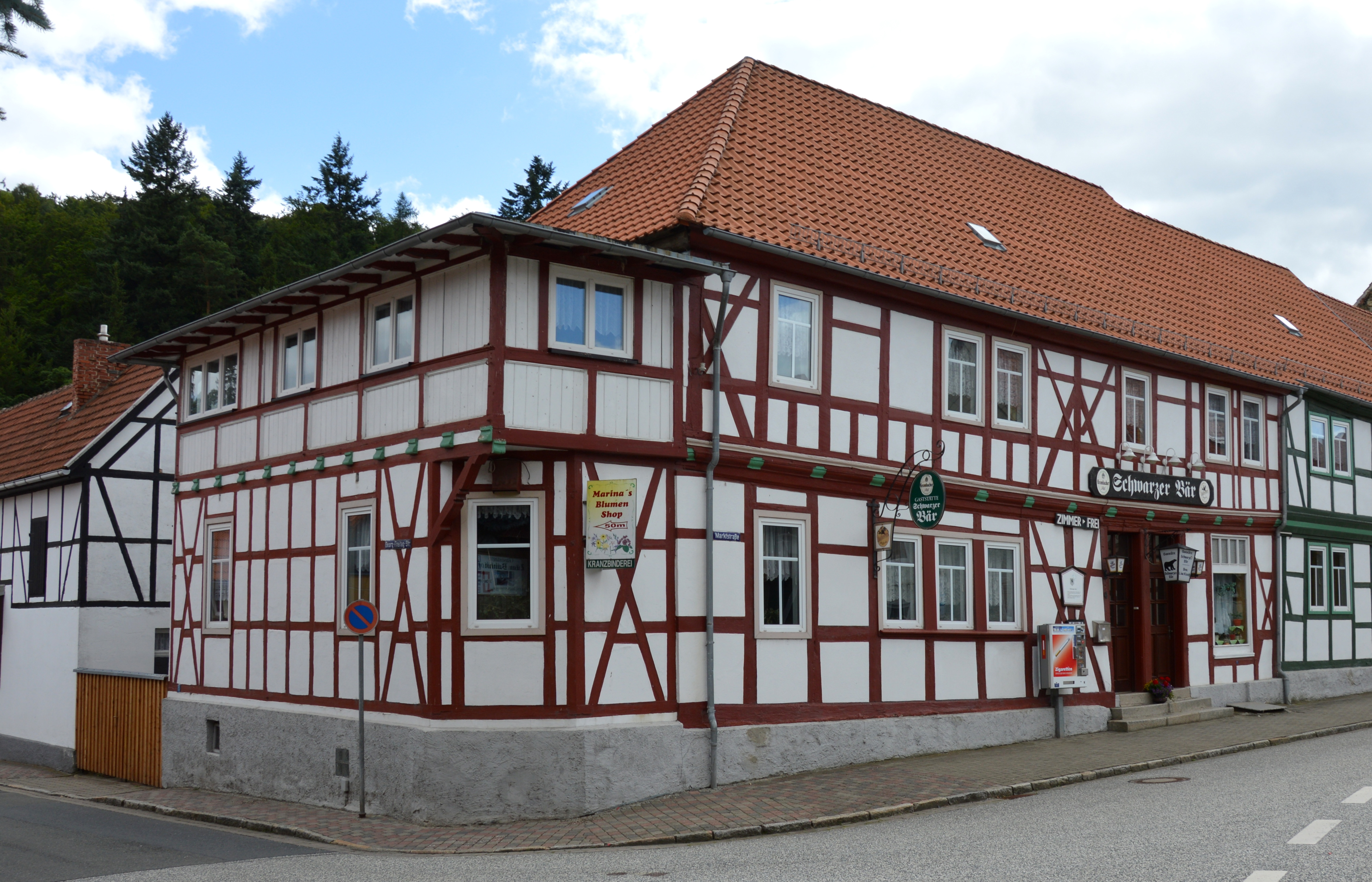
Gasthof Schwarzer Bär

Der Gasthof Schwarzer Bär ist ein denkmalgeschützter Gasthof in der Ortschaft Güntersberge der Stadt Harzgerode im Harz in Sachsen-Anhalt.

## Lage
Es befindet sich im Stadtzentrum von Güntersberge an der Adresse Marktstraße 4/5. Der Gasthof gehört darüber hinaus zum Denkmalbereich Burgstraße 28–31, 38, 38a, 39, 40, Georg-Freitag-Straße 3, Marktstraße 5–18, 68.

## Architektur und Geschichte
Eine erste Erwähnung des Gasthofes stammt bereits aus dem Jahr 1509. Die heutige Bebauung dürfte wohl im 17. Jahrhundert entstanden sein. Der Gasthof ist in Fachwerkbauweise errichtet und weist an der Fassade die Fachwerkformen des Halben und Ganzen Manns sowie die Thüringische Leiterbrüstung auf. Die Stockschwelle ist profiliert. Seitlich wurden in jüngerer Zeit Anbauten vorgenommen, die sich an der Gestaltung des Altbaus orientieren, jedoch schlichter gehalten sind.
Der Gasthof wird in alten Veröffentlichungen als das „beste Haus am Platz“ beschrieben. So nannte Friedrich Gottschalck es 1806 als den leidlichsten in Güntersberge.
1860 erwarb eine Familie, die den Gasthof dann über 150 Jahre hinweg führte, das Anwesen von einem Eigentümer aus Harzgerode. Zeitweise wurde auch eine Fleischerei sowie Landwirtschaft betrieben. 1928 wurde der Gasthof an das Familienmitglied Wilhelm Schellbach übergeben, der ihn weiter betrieb und auch später, als der Gasthof zum Konsum gehörte, als Konsum-Kommissionär weiter führte. Neben einer kleinen Gaststube bestand ein weiterer Gastraum mit 35 Plätzen. Außerdem wurden in der Zeit der DDR über den FDGB mehrere Gästezimmer an Urlauber vermietet. Ab 1990 wurde der Gasthof wieder privat geführt. Die Geschäfte hatte bereits seit 1979 Lisa Klauß, Tochter des ehemaligen Inhabers, gemeinsam mit ihrem Mann, nach seinem Tode dann alleine geführt. Die Auslastung der Gästezimmer ging jedoch zurück, so dass 2014 die Zimmervermietung aufgegeben wurde. Lisa Klauß betrieb noch 2015, schon 85-jährig, weiterhin die Gastwirtschaft.
Im örtlichen Denkmalverzeichnis ist der Gasthof unter der Erfassungsnummer 094 84959 als Baudenkmal verzeichnet.